# Letchworth Garden City
Letchworth Garden City (röviden Letchworth) város az Egyesült Királyságban, Angliában, Hertfordshire megyében. Stevenagetől északra, az A505-ös út mentén. Az első Garden City.
A város neve egy a Domesday Bookban is megemlített középkori falu nevéből ered. 1903-ban itt hozta létre Ebenezer Howard az első Garden Cityt. Ma a városnak 33600 lakosa van.

## Története
Ebenezer Howard Garden City-koncepciója szerint a jövő városainak egyesíteniük kell a vidéki és a városi lét előnyeit, és ki kell küszöbölniük ugyanezek hátrányait. Városainak felépítését ezért úgy képzelte el, hogy a várost körülveszi a vidék, ahol a város élelmiszer termelése is zajlik, az ipar pedig ezektől külön városrészbe települ. A Garden City-koncepció azonban nem csak várostervezésileg új, hanem egy újfajta közösség-menedzsment rendszert is jelent, így például a vizet, áramot, üzemanyagot helyi szolgáltatóktól vásárolták volna meg. A létrejött Garden Cityk ezeket a menedzselési formákat ma csak részben alkalmazzák. 1903-ban alakult meg a First Garden City Ltd., aminek az volt a feladata, hogy Howard elképzeléseit megvalósítsa. Egy 16 km²-es területet vásároltak Hitchin környékén, ahol elkezdték az építkezést. 1903-ban épült meg a vasútállomás, az első iparvállalat, ami betelepült, egy fűzőgyártó cég volt.
1903-tól 1963-ig a település a First Garden City Ltd. tulajdona volt. 1963 és 1995 között egy törvénymódosítás következtében a Letchworth Garden City Corporation vette át a várost, majd 1995 után a Letchworth Garden City Heritage Foundation vette át a feladatokat.
A First Garden City Heritage Museum mutatja be a város kialakulását és fejlődését, és láthatóak a város eredeti tervei is. A Letchworth Museum and Art Gallery a helyi természeti és régészeti emlékeket mutatja be.

## Testvérvárosok
- Chagny,  Franciaország
- Wissen,  Németország
- Kristiansand,  Norvégia

## Képek

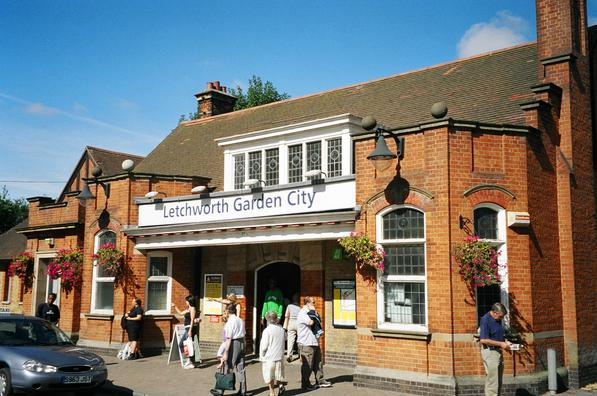
Vasútállomás

## Fordítás
Ez a szócikk részben vagy egészben  a   Letchworth című angol Wikipédia-szócikk ezen változatának fordításán alapul.  Az eredeti cikk szerkesztőit annak laptörténete sorolja fel. Ez a jelzés csupán a megfogalmazás eredetét és a szerzői jogokat jelzi, nem szolgál a cikkben szereplő információk forrásmegjelöléseként.